# 网吧

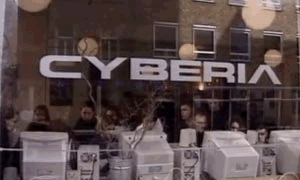
1994年伦敦西區一家世界最早的网咖

網絡咖啡廳（英語：或，簡稱网吧或网咖），是一种提供互联网连接服务的公共场所，絕大部分又有提供餐飲服務。世界上第一家网吧于 1994 年 4 月由计算机科学家 Min-Ho Jung 在韩国首尔创立，后来发展成为韩国的电脑游戏室。
.
在一些国家，网吧为那些没有电脑和上网条件的人们提供了一个经济、便捷的触网机会。在经济条件较好的国家，网吧更多是作为一种休闲娱乐场所，方便人们聚在一起打游戏或进行临时的团队办公。网吧通常会售卖饮料和小吃，但基本上不會售賣酒精類飲品。

## 現狀

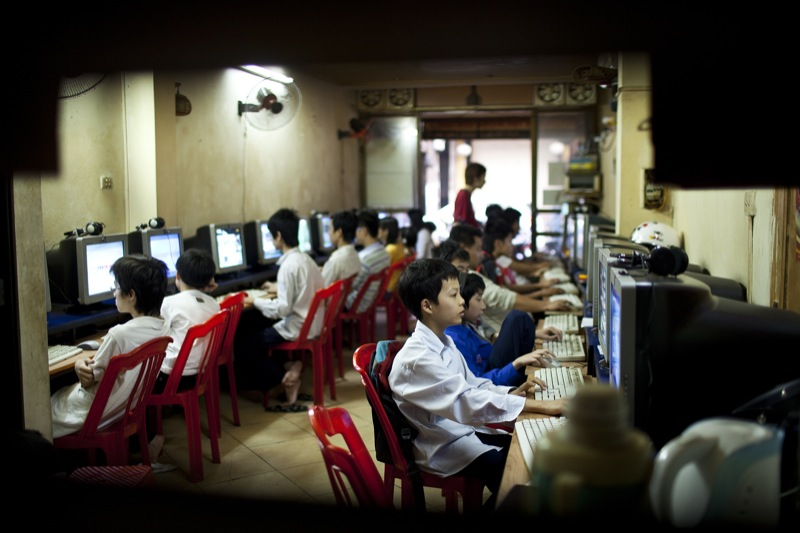
柬埔寨的一家網咖

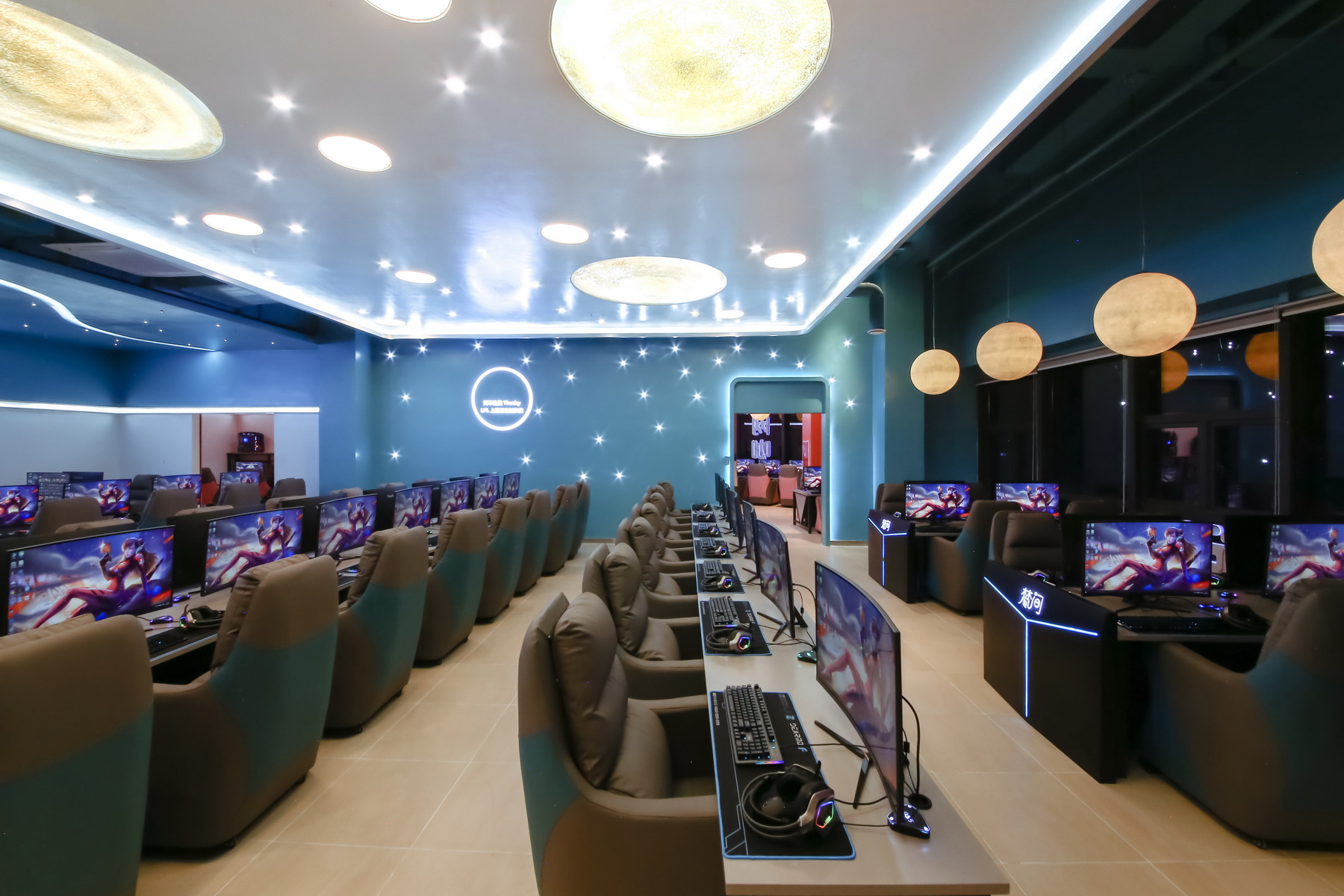
成都的一家网吧

网吧通常将若干臺电脑组成一个局域网，早期以T1、E1等數據專線，現在則以ADSL、電纜或光纤等方式接入互联网。
在開發中的國家，網咖可以給家中没有電腦和網路设备的民眾上網。例如不丹辛布隨處可見供顾客上網的小餐飲店。在歐美國家，網咖也通常是給顾客收發电子邮件、辦公、傳送即時訊息的地方。但亞洲已開發國家或地區的大多數人口都擁有電腦網路，網咖成為玩網路遊戲的交流場所，現在網咖已經達到有獨特共用的平台，可以選用各種網路遊戲，「玩網路遊戲」已經成為亞洲地區對於網咖的代名詞。
在家用电脑和移动互联终端逐渐普及的冲击下，不少网吧在向装修精致、环境优雅的“网咖”转变。网咖，顾名思义就是网吧+咖啡，不同于传统意义上的普通网吧，最初的角色与功能主要是为商务人士提供舒适又便捷的上网环境。随着时代的推进，网咖逐渐成为兼具娱乐与休闲功能为一体的新型业态。近年，随着中国等地网吧市场格局的转变，以“网吧+水吧”为经营核心的网咖模式走在行业前列进入人们视野，并逐步呈现出取代传统网吧模式的发展势头。
另外還有網際網路亭，供人短時間內使用網際網路的地方，常常在機場及旅館的大廳可見，台灣的捷運車站提供Wi-Fi無線網路，並在車站內安裝可供擺放筆記型電腦的檯子供上網使用。北美洲的汽車餐廳也常常有網際網路亭的設置。

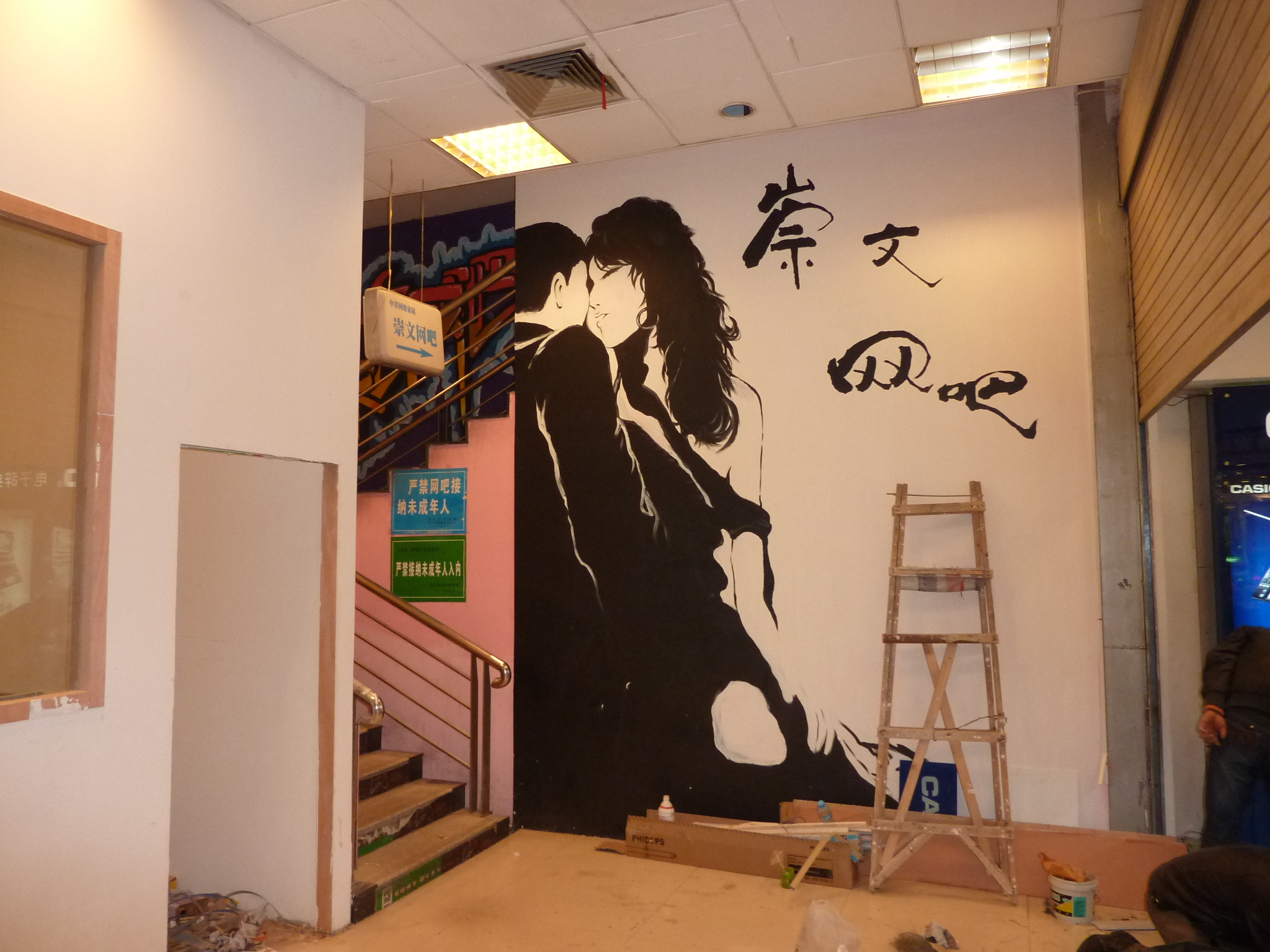
設在辦公大樓中的網咖

最近網際網路訪問的需求增加，很多酒店、酒吧和咖啡館有網際網路或無線上網的設置，因此網吧和普通咖啡館之間的區別漸漸消失。特別是歐洲國家，因為越來越多的咖啡館提供相同的服務，使得純網吧的数量逐渐减少，一個例子是德國。發展的原因是比較高的網際網路普及率，廣泛的使用筆記型電腦、平板電腦和智慧型手機等及較多的無線上網點數量。因為如果沒有提供電腦不成網吧，很多在德國的咖啡館提供無線上網，但是沒有終端。另外，在德國網吧內規則亦很多，因為成立網咖的規章之後，規定18歲以下人士禁止進入。
而且新加坡和洛杉磯的網咖常常有限制，因為洛杉磯有網咖滋生幫派的例子。

### 中国大陆

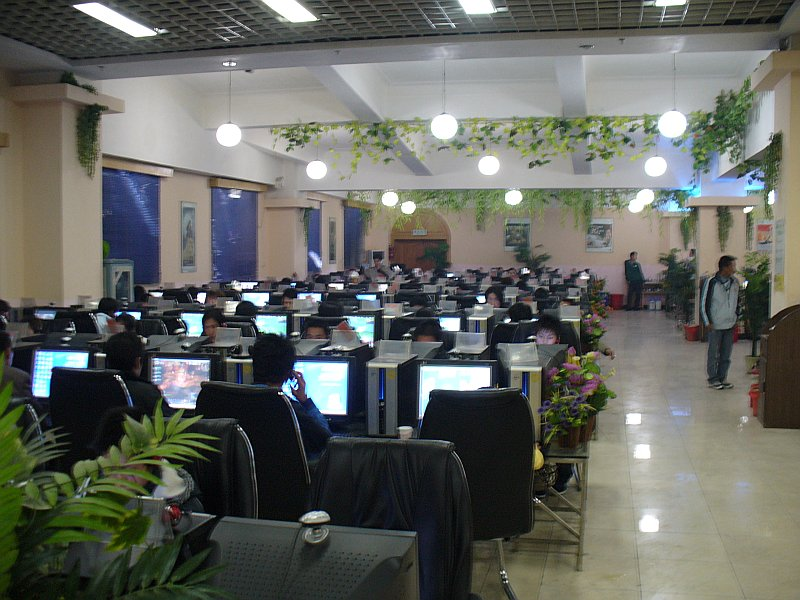
麗江市的一家网吧

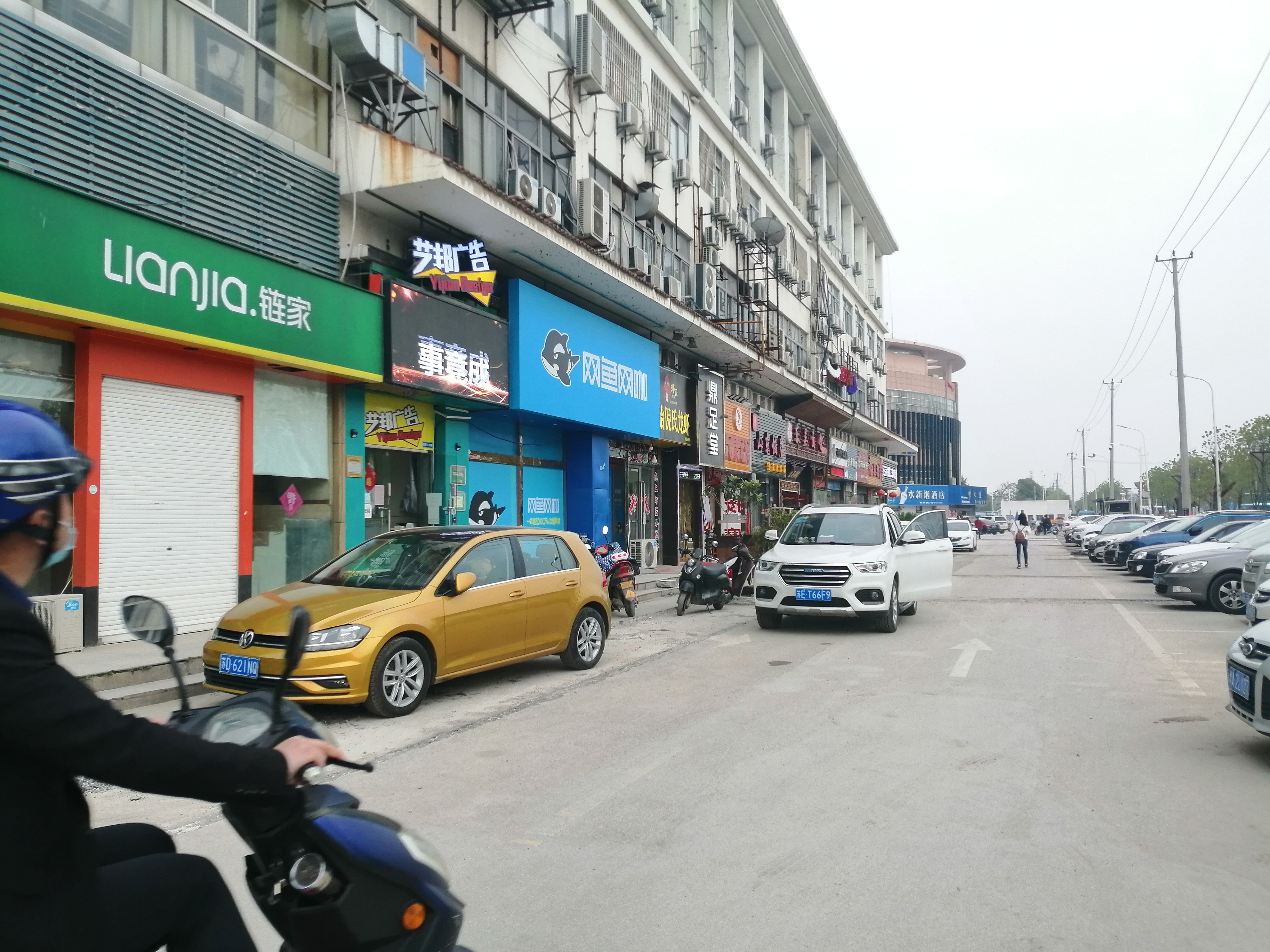
苏州市的一家网鱼网咖，为中华人民共和国首家具有连锁网吧经营资质的网吧

1996年11月15日，实华开公司在北京首都体育馆旁边开设了宣传中的中国第一家网吧——实华开网络咖啡屋。也有说法认为中国大陸第一家网吧诞生于1997年。1998年，瑞得在线就在北京贵宾楼饭店建了一家网吧，当时叫网络咖啡屋，主要提供高档的商务服务，后又在其他五星级饭店建了三家网吧。鉴于中国大陆在互联网时代早期的特殊情况，网络普及与人民收入不成正比，致使许多家里买不起电脑的人纷纷涌入网吧体验网上冲浪，特别是未成年人居多。虽然大陆政府也有要求网吧不能开在学校附近200米范围内（国法函2003<188>号），但除了少数大城市，很多地方并不遵守这个规定。许多网吧开在学校附近的小巷中，甚至并排数十家。政府也增加规定网吧在凌晨12点之后便不能营业，其实许多网吧在12点之后关闭店门，继续营业通宵。许多网吧直接打出通宵上网有优惠的宣传词，公开通宵营业。
随着网络游戏的逐渐发展，青少年因为网络而发生问题的事件逐渐增多。虽然责任不全在于网吧，但中国大陸政府还是下令禁止未成年人进入网吧。现时中国大陆推行网吧实名制，年满18周岁的顾客需凭本人身份证进行登记才可上网。每个合法登记的网吧都必须在门口悬挂“未成年人禁止入内”的警告牌，并有举报电话，如有违规，则要处以较高罚款，严重者将取消营运资格。但实际极少有人举报，文化监管部门一般只是不定期抽查城市繁华地带的网吧，对社区及偏远地区的网吧一般不查。某些大型网吧也与文化监管部门人员通气，可以提前做好准备。
在中国大陆，一些达不到政府要求、无照经营的非法网吧被稱作“黑网吧”，它们通常没有良好的通风条件、没有合适的火灾逃生通道、允许未成年人进入打游戏甚至浏览色情网站等。这些黑网吧是政府部门打击和取缔的对象。达到标准的网吧大多规模较大，环境舒适设有空调，并有餐饮等服务。一些网吧还会举办小范围的电竞比赛，并设有奖品，以吸引顾客。
曾经一度出现过“绿色网吧”，即政府出面，专为未成年人开设。但可浏览内容经过严格过滤，并且有专人看管。可以玩的游戏也仅限于“绿色游戏”，绿色游戏即所谓没有暴力、血腥、色情等内容，不会引起沉迷的游戏。但就大陆绿色游戏开发来说，绿色游戏一般都比较无趣，缺乏吸引玩家的元素。因此，绿色网吧一直处于低迷状态。
值得一提的是，在中国大陆，不一定等同于“网咖”。中国大陆的“网咖”通常会提供比一般网吧更为高端的服务，如提供咖啡、奶茶、西点、休息、办公等服务，电脑配置也更为高端，还会根据不同上网人群的需求单独开辟不同的区域。

### 香港
在香港互联网兴起之时，亦曾出现一种“色情网吧”，借“指导用户使用网络浏览”为名，而在密室内进行非法性交易。一些少女因为想赚快钱而于色情网吧工作，成為性工作者。但这种“特殊服務”随着互聯網泡沫爆破而式微。

### 台灣
在台灣，根據的英文名字而產生了「網咖」的名字，首家網咖「超新星網路咖啡廳」於1990年代在台灣大學附近設立，開業者曾留學英國，將此概念帶回並在地經營。當時並未流行線上遊戲，因此網咖是純粹供上網用，並供應咖啡等點心，有些還提供列印、傳真、影印、掃描及會議室等等的商務服務。1990年代後期起開始流行線上遊戲，並有連鎖店興起，「戰略高手」為其中規模最大者。傳統有些僅提供漫畫內閱服務的店，例如「漫畫王」也開始提供網咖服務。
而寬頻網路服務普及化、筆記型電腦趨於平價後，有些咖啡館、速食店等亦開始提供免費或收費的有線無線上網服務，網咖的客源逐漸變成以玩線上遊戲為大宗，不再像早期是以純粹上網及商務為主。
年輕人對於網咖的熱衷已經引起家長與政府的恐懼，而著手進行網咖管理的法律制定，台北市政府規定網咖不能開設於學校200公尺範圍以內，而新北市政府是400公尺範圍且全天禁止未滿18歲者进入，意欲使網咖逐步遠離學生與年輕族群，但網咖業者反駁，這些政策為基於社會既定刻版印象所導致，不能全部怪罪他們。台灣的網咖文化很獨特，除了聯機對戰的聲光娛樂外，大部份網咖都會供應餐點、飲料给客戶来作为增值服務，一邊上網、一邊進食，所以網咖主要的經濟來源並非以上網費用為主，這只佔30%，飲料與餐點才是主要經濟來源。部份網咖還提供包廂以及淋浴洗衣設施，費用低於旅館，而成為一些旅行者過夜睡眠的去處。

### 日本
目前有網咖難民存在因素。

## 常見問題
- 長期在網咖滯留的網吧難民。
- 因為遊戲成癮，在網咖遊玩遊戲時間過長而猝死[3]。
- 因為網咖消費者的匿名性，因此有時成為网络犯罪的溫床。網咖業者為了自保，可能加裝錄影監控設備，或是推行會員制，或加強查驗顧客的身份證件。

### 

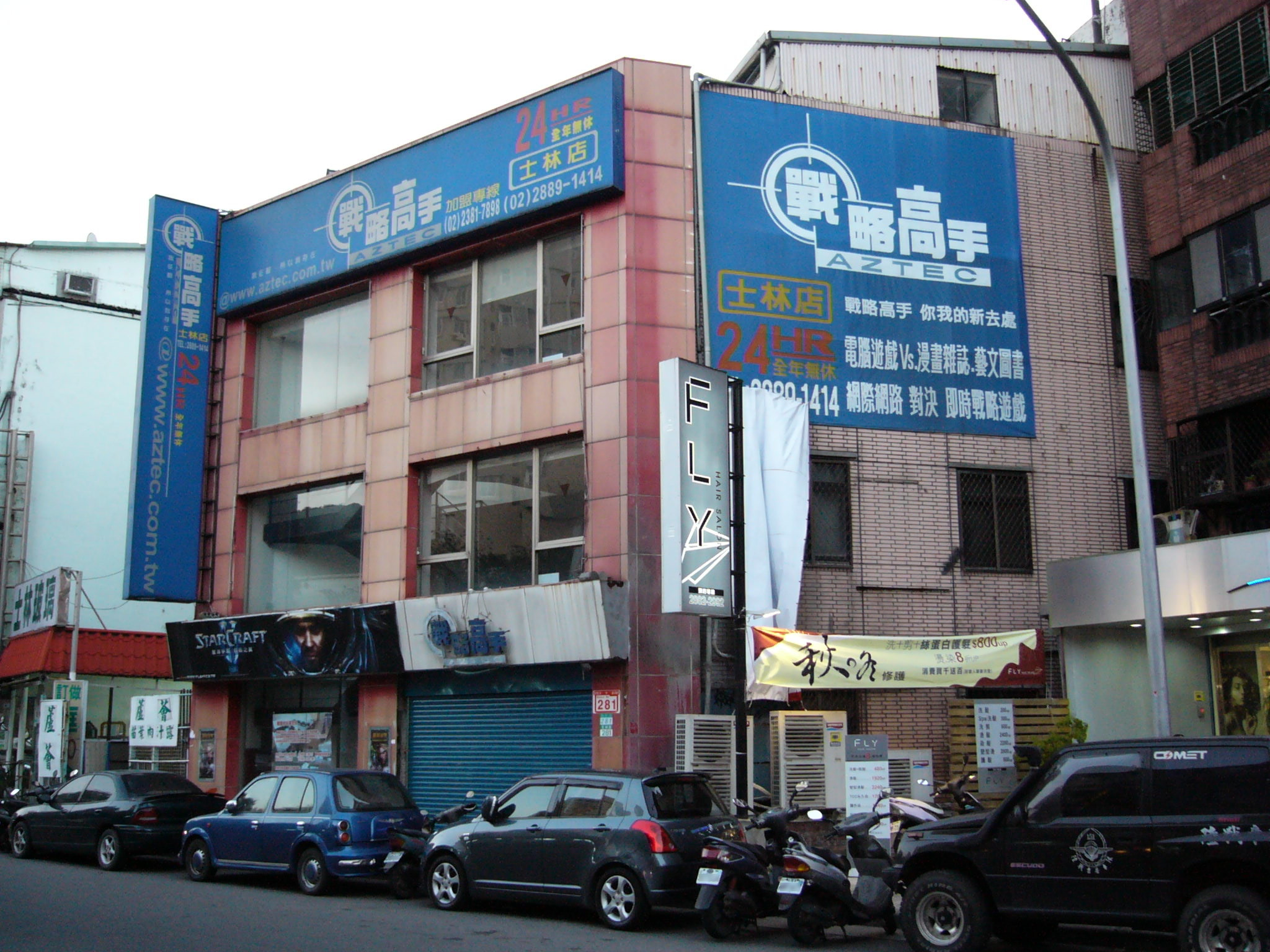
位於台北市士林區文林路的戰略高手士林店（已結束營業）。

1. ↑   [Min-Ho Jung, Early 20’s Computer Engineer, Opens Korea's First Internet Cafe]. 전자신문. 1994-04-09  [2024-08-03]. （原始内容存档于2023-07-13） （韩语）.
2. ↑  网咖，你是网吧请来的救兵吗？(图) （页面存档备份，存于），网易
3. ↑  . 公視新聞網. 2012-02-04.

### 來源
- China Tightening Control Over Internet Cafes, 2003. Reuters, June 10.
- Hong, J. and L. Huang (2005). "A split and swaying approach to building information society: The case of Internet cafes in China." Telematics and Informatics 22(4): 377-393.
- John Flinn (1991). "High-Tech Small Talk at City's cafes", The San Francisco Examiner, Front Page.
- Katherine Bishop (1992). "The Electronic Coffeehouse", New York Times.
- John Boudreau (1993). "A Cuppa and a Computer", Washington Post, Front Page.
- Marian Salzman (1995). "SFnet Leads Cyber Revolution", San Francisco Examiner.
- SFnet.org （页面存档备份，存于）, Press Archive.
- Stewart (2000). Cafematics: the Cybercafe and the Community, in Community Informatics: Enabling Communities with Information and Communications Technologies. ed M. Gurstein. Idea Group, TorontoPDF（202 KB）
- Sonia Liff and Anne Sofie Laegran (2003) Cybercafés: debating the meaning and significance of Internet access in a café environment, New Media & Society Vol 5 (3)PDF
- Anne-Sofie Lagran and James Stewart(2003), Nerdy, trendy or healthy? Configuring the Internet cafe, New Media & Society Vol 5 (3) 35PDF
- Madanmohan Rao(1999), Bringing the Net to the Masses: cybercafes in Latin America
- Connected for development-Information Kiosks & Sustainability - UN ICT TaskForce Series 4
- ITU 'Global Indicators Workshop on Community Access to ICTs' di Mexico City, 16-19 November 2004  （页面存档备份，存于）
- Here's to the Techies Who Lunch, New York Times, August 27, 1994 （页面存档备份，存于）
- report on Yahoo's best cafes, 2004.
- Xiao, Q., 2003. China’s Internet Revolution. USC Annenberg Online Journalism Review.

### 注脚
1. ↑  根据国务院法制办（国法函2003<188>号）的复函解释：200米范围是指自中小学围墙或者校园边界的任意一点向外沿直线延伸200米的区域，是网吧及娱乐场所与学校直线的最短距离